# Paul Verdieck
Paul Verdieck (* 17. November 1893; † 18. September 1979) war ein deutscher Politiker (SED). Er war von 1946 bis 1950 Landtagsabgeordneter in Sachsen-Anhalt. Von 1953 bis 1956 war er inhaftiert.

## Leben
Paul Verdieck, der von Beruf Maurer war, trat 1913 der SPD bei. Er kämpfte im Ersten Weltkrieg und nahm 1918 am Kieler Matrosenaufstand teil. In den 1920er Jahren war er in verschiedenen Orten in Norddeutschland hauptamtlicher SPD-Parteifunktionär, außerdem war er Kreisleiter des Reichsbanners Schwarz-Rot-Gold. Wegen der verspäteten Ablieferung von Parteigeldern verlor 1929 seine Position in der SPD. Ab 1931 arbeitete er für die Volksfürsorge, zunächst in Hamburg, dann als Nebenstellenleiter in Köthen. Nach der Machtergreifung der Nationalsozialisten konnte Verdieck nur noch auf untergeordneter Position arbeiten. Daher arbeitete er von 1935 bis 1945 an verschiedenen Orten als Isolierer. 1933 und 1944 wurde Verdieck kurzzeitig festgenommen und sein Haus wurde durchsucht. Da seine Arbeit als Installateur kriegswichtig war, wurde er nicht zur Wehrmacht eingezogen, jedoch starben seine zwei Söhne im Zweiten Weltkrieg.
Nach dem Zweiten Weltkrieg trat Paul Verdieck wieder der SPD bei und wurde mit der Zwangsvereinigung von SPD und KPD zur SED SED-Mitglied. Er leitete die Abteilung für Landwirtschaft, Handel und Versorgung im Parteivorstand der SED Sachsen-Anhalt. Im Juli 1948 war er Leiter der Hauptabteilung Land- und Forstwirtschaft im Landesparteivorstand der SED. Verdieck war Gegner der Vereinigung von SPD und KPD gewesen und protegierte nach der Vereinigung Sozialdemokraten. Im Oktober 1946 wurde Verdieck bei der Landtagswahl in Sachsen-Anhalt 1946 in den Landtag gewählt. Dort arbeitete im Ausschuss für Handel und Versorgung mit. Im April 1950 übte er im Rahmen der Landesdelegiertenkonferenz der SED aufgrund seines früheren „Sozialdemokratismus“ Selbstkritik und trat als Parteisekretär zurück. Im Oktober 1950 verließ er die Landesleitung der SED aufgrund des Schauprozesses im Zusammenhang mit der Affäre Conti. Anschließend war er in einem Stadtbezirk von Halle Direktor der staatlichen Güterverwaltung, er verlor die Stelle aber im Mai 1951. Ab Januar 1952 leitete Verdieck die Niederlassung der Deutschen Handelszentrale Pharmazie in Halle. Am 5. November 1953 wurde Verdieck unter dem Vorwurf, ein Agent für das Ostbüro der SPD zu sein, festgenommen. Am 22. September 1954 wurde Verdieck zusammen mit Bruno Böttge und anderen ehemaligen SPD-Angehörigen als Agent verurteilt; ihm wurde vorgeworfen, er habe schon immer die KPD bekämpft und er habe die Bodenreform sabotiert. Verdieck wurde zu fünf Jahren Haft verurteilt; außerdem wurden sein Vermögen sowie das Vermögen seiner Frau eingezogen. Am 28. April 1956 wurde er auf Bitten seiner Frau vorzeitig entlassen; im selben Jahr wurde er wieder in die SED aufgenommen. Ab dem 1. Februar 1957 durfte er wieder in seiner alten Stellung für die Deutsche Handelszentrale Pharmazie arbeiten; ferner erhielt er am 11. Mai 1957 1300 DDR-Mark aus seinem eingezogenen Vermögen zurück. Am 28. April 1990 wurde er durch die Zentrale Schiedskommission der PDS politisch rehabilitiert.